# Love Don't Let Me Go
"Love Don't Let Me Go" é uma canção do DJ francês David Guetta com participação de Chris Willis. Foi lançado em 28 de fevereiro de 2002 como segundo single do álbum Love Don't Let Me Go (2002). O remix da música "Love Don't Let Me Go (Walking Away)" foi lançado como single em 2006.

## Faixas
1. Love Don't Let Me Go (Main Mix) - 7:25
2. Love Don't Let Me Go (House Remix) - 5:28
3. Love Don't Let Me Go (1987 Rister Remix) - 6:46
4. Love Don't Let Me Go (Scream Mix) - 8:01
5. Love Don't Let Me Go (Edit Single) - 3:39

## Posições
| País — Tabela musical (2002)              | Posição de pico |
| ----------------------------------------- | --------------- |
| Bélgica (Ultratop 50 de Flandres)         | 10              |
| Bélgica (Ultratop 50 da Valônia)          | 7               |
| França (SNEP)                             | 4               |
| Países Baixos (Single Top 100)            | 37              |
| Suíça (Schweizer Hitparade)               | 13              |
| Reino Unido — The Official Charts Company | 46              |